# Asterias argonauta
Asterias argonauta är en sjöstjärneart som beskrevs av Alexander Michailovitsch Djakonov 1950. Asterias argonauta ingår i släktet Asterias och familjen trollsjöstjärnor. Inga underarter finns listade i Catalogue of Life.